# Zero-day exploit
Zero-day exploit – exploit, który pojawia się na czarnym rynku przed publikacją poprawki przez producenta.
Wśród wytycznych bezpieczeństwa teleinformatycznego (ang. white hat) zwyczajem przyjętym w przypadku odkrycia nowej dziury jest powiadomienie producenta oprogramowania lub systemu operacyjnego i danie mu czasu na publikację poprawki (ang. responsible disclosure). Producenci mają wówczas czas na usunięcie luk, zanim zaczną one być wykorzystywane przez cyberprzestępców (ang. black hats).
Czasami informacja o nowej dziurze nie jest w ogóle publikowana, gdyż odkrywca sprzedaje ją cyberprzestępcom i producent dowiaduje się o niej dopiero wtedy, gdy jest ona od pewnego czasu wykorzystywana do ataków. W tych przypadkach mamy do czynienia z dziurą typu zero-day. Część firm z branży bezpieczeństwa stara się skupować takie informacje i oferować poprawki lub sygnatury swoim klientom z wyprzedzeniem.
W niektórych przypadkach badacze publikują informację o dziurze równocześnie z powiadomieniem producenta (full disclosure). W takim przypadku od momentu publikacji do pojawienia się praktycznych metod ataku mija kilka dni, zwłaszcza jeśli opis podatności ma charakter teoretyczny.